# Episodi di Degrassi: Next Class (terza stagione)
La terza stagione della serie televisiva Degrassi: Next Class è andata in onda dal 7 giugno 2016 al 20 gennaio 2017 in Canada sul canale Family.
In Italia la serie è stata distribuita il 6 gennaio 2017 dalla piattaforma streaming Netflix.
| nº | Titolo originale       | Titolo italiano      | Prima TV Canada | Pubblicazione Italia |
| -- | ---------------------- | -------------------- | --------------- | -------------------- |
| 1  | #ThatAwkwardMomentWhen | #MomentiImbarazzanti | 7 giugno 2016   | 6 gennaio 2017       |
| 2  | #RiseAndGrind          | #SenzaPosa           | 8 giugno 2016   | 6 gennaio 2017       |
| 3  | #TheseAreMyConfessions | #LeMieConfessioni    | 9 giugno 2016   | 6 gennaio 2017       |
| 4  | #OMFG                  | #OMFG                | 10 giugno 2016  | 6 gennaio 2017       |
| 5  | #BreakTheInternet      | #PostareNonPostare   | 9 gennaio 2017  | 6 gennaio 2017       |
| 6  | #IWokeUpLikeThis       | #SvegliataMale       | 10 gennaio 2017 | 6 gennaio 2017       |
| 7  | #WorstGiftEver         | #RegaloImperdonabile | 11 gennaio 2017 | 6 gennaio 2017       |
| 8  | #PicsOrItDidntHappen   | #FotoMorbose         | 12 gennaio 2017 | 6 gennaio 2017       |
| 9  | #HugeIfTrue            | #CeLoMisuriamo       | 13 gennaio 2017 | 6 gennaio 2017       |
| 10 | #ThatFeelingWhen       | #NonDubitareMai      | 16 gennaio 2017 | 6 gennaio 2017       |
| 11 | #Unsubscribe           | #ControLola          | 17 gennaio 2017 | 6 gennaio 2017       |
| 12 | #IRegretNothing        | #NienteRimpianti     | 18 gennaio 2017 | 6 gennaio 2017       |